# مهدی سمائی
سید مهدی سمائی  نویسنده، مترجم و زبان‌شناس ایرانی، مشاور گروه واژه‌گزینی فرهنگستان زبان و ادب فارسی و عضو انجمن گرافولوگ‌های فرانسه

## تحصیلات
- دیپلمهٔ زبان از فرانسه
- کارشناسی زبان فرانسه از دانشگاه تهران، ۱۳۶۶
- کارشناسی ارشد زبان‌شناسی از دانشگاه تهران، ۱۳۷۰
- دکتری زبان‌شناسی از دانشگاه تهران، ۱۳۷۷

## آثار
- تاریخچهٔ آواشناسی و سهم ایرانیان، سیدمهدی سمائی، تهران: نشر مرکز، ۱۳۸۸
- دستور زبان فارسی ویژهٔ دوره‌های کاردانی و کارشناسی پیوسته و ناپیوستهٔ آموزش زبان و ادبیات فارسی تربیت معلم، علی‌محمد حق‌شناس، حسین سامعی، سیدمهدی سمائی، علاءالدین طباطبایی، تهران: انتشارات مدرسه، ۱۳۸۷
- فرهنگ لغات زبان مخفی (با مقدمه‌ای دربارهٔ جامعه‌شناسی زبان)، سیدمهدی سمائی، زیر نظر علی‌اشرف صادقی، تهران: نشر مرکز، ۱۳۸۲
- صرف قیاسی زبان فارسی معاصر،گرایش های عامیانه کلمات مرکب،مهدی سمائی،تهران،نشر مرکز،1404
- دستور زبان فارسی از دیدگاه رده‌شناسی، شهرزاد ماهوتیان، ترجمهٔ مهدی سمائی، تهران: نشر مرکز
- واژه‌شناسی، رولان الوئر، سیدمهدی سمائی (مترجم)، تهران: مرکز اطلاعات و مدارک علمی ایران، ۱۳۸۷
- نامه‌ای به ایزابل، سیدمهدی سمائی (مترجم)، تهران: نشر چاپار، ۱۳۸۱
- یاء نسبت در زبان علم و زبان عامیانه،سید مهدی سمائی،1385،نامه فرهنگستان،ش 30
- اسمهایی که فراموش می شود، سید افشین سمائی و سید مهدی سمائی،نامه فرهنگستان،1393،دوره 13،ش 4
- Mehdi Samaei and Marzie Azimi. 2023. The argot used by clothing merchant in Tehran.Dialectologia.38

## کتاب فرهنگ لغات زبان مخفی
این کتاب پس از مدتی اجازهٔ تجدید چاپ نیافت. مؤلف کتاب می‌گوید برای تدوین آن پنج سال وقت صرف کرده و از گفت‌وگو با جوانان و روش‌های ابداعی دیگر کمک گرفته‌است. کتاب در ۱۱۶ صفحه تنظیم شده که ۶۴ صفحهٔ آن به «مقدمه‌ای دربارهٔ جامعه‌شناسی زبان»، تعریف زبان مخفی و ضرورت گردآوری واژه‌های این زبان، و روش کار مؤلف اختصاص دارد. در بخش اصلی کتاب، واژه‌ها، ترکیب‌ها و عبارت‌هایی در ۵۲۴ مدخل فهرست شده‌اند. لغات زبان مخفی در سیزده بخش به‌صورت موضوعی تفکیک شده و برای هر مدخل دارای معنی و مثال‌های مختلف است. حوزه‌هایی چون «اسامی مزاحمان و افعال مربوط به مزاحمت»، «اسامی جنس مخالف»، «الفاظ و افعال مربوط به امنیت و اطلاعات و حفظ اسرار»، «ایجاد ارتباط و ابراز عواطف» و «نام اشخاص غیرمتجدد» از بخش‌های مختلف این کتاب هستند.